# Thomas McMahon
Thomas McMahon (ur. 17 czerwca 1936 w Dorking) – brytyjski duchowny rzymskokatolicki, biskup diecezjalny Brentwood w latach 1980-2014. 

## Życiorys
Święcenia kapłańskie przyjął 29 listopada 1959 w diecezji Brentwood. 16 czerwca 1980 papież Jan Paweł II powierzył mu urząd ordynariusza tej diecezji. Sakry udzielił mu 17 lipca 1980 kardynał Basil Hume OSB, ówczesny arcybiskup metropolita Westminsteru. Na emeryturę przeszedł 14 kwietnia 2014.